# Aïn Smara
Aïn Smara (em árabe: عين سمارة) é um município localizado na província de Constantina, Argélia. Segundo o censo de 2008, a população total da cidade era de 36 998 habitantes.